# Jinačovice
Jinačovice település Csehországban, a Brno-vidéki járásban. Jinačovice Brno, Rozdrojovice, Česká, Kuřim és Moravské Knínice településekkel határos. Lakosainak száma 807 fő (2024. január 1.).

## Népesség
A település lakosságának változását az alábbi diagram mutatja:
| Lakosok száma | 322  | 391  | 531  | 591  | 535  | 522  | 706  | 755  | 763  | 807  |
|               | 1869 | 1890 | 1921 | 1950 | 1980 | 2001 | 2017 | 2019 | 2022 | 2024 |